# بردگوری زرمیتان
بردگوری زرمیتان در شهرستان اردل، روستای زرمتیان واقع شده و این اثر در تاریخ ۸ خرداد ۱۳۸۰ با شمارهٔ ثبت ۳۸۸۷ به‌عنوان یکی از آثار ملی ایران به ثبت رسیده است.